# Клумов, Алексей Константинович
Алексей Константинович Клумов (21 августа 1907 ― 5 сентября 1944) ― белорусский советский композитор, пианист и музыкальный педагог. Заслуженный артист БССР (1940).

## Биография
Алексей Клумов родился в 1907 году в Москве. В 1934 году окончил Московскую консерваторию по классу фортепиано Генриха Нейгауза. В 1937 году окончил там же аспирантуру (научным руководителем снова был Нейгауз). Также брал уроки у Михаила Гнесина.
После окончания аспирантуры устроился преподавателем по классу фортепиано в Белорусской государственной консерватории. С 1939 года ― доцент.
Скоропостижно скончался в 1944 году в Москве.
Среди сочинений Алексея Клумова ― опера «Меч Узбекистана» (написана совместно с М. Бурхановым, М. Вайнбергом, Т. Джалиловым и Т. Садыковым; впервые исполнена в Ташкенте в 1941 году); музыкальная комедия «Приключения Фрица» (1944); Концерт для фортепиано и симфонического оркестра (1943); Белорусская танцевальная сюита для фортепиано (1939), 2 сонаты (обе 1940), концертная транскрипция отрывков из балета «Гаянэ» А. И. Хачатуряна и одноимённой пьесы; цикл на слова А. С. Пушкина для голоса и фортепиано (1937), романсы, песни; образцы белорусских народных песен. Также занимался театральной критикой.